# Real to Reel (альбом Marillion)
Real to Reel — первый концертный альбом британской рок-группы Marillion из Эйлсбери (графство Бакингемшир). Он был выпущен в ноябре 1984 года на лейбле EMI Records.
Сопродюсером альбома выступил Саймон Ханхарт, который микшировал первые два студийных альбома и был сопродюсером студийной версии «Cinderella Search».

## История
Real to Reel был записан 5 марта 1984 года в De Montfort Hall в Лестере, Англия, и 19-20 июня 1984 года в Spectrum в Монреале, Канада.

## Отзывы
Real to Reel получил в целом положительные отзывы критиков.
Рецензент AllMusic Эдуардо Ривадавия высоко оценил Real to Reel в ретроспективной рецензии, получившей три из пяти звезд. Он назвал альбом «отличным концертным документом Marillion» и «весомым аргументом для многих поклонников, которые предпочитают более изысканные концертные версии группы их довольно плоским студийным аналогам». Ривадавия также назвал 10-минутную антивоенную «Forgotten Sons» вершиной альбома.

## Коммерческий успех
Никаких синглов с альбома выпущено не было, но, тем не менее, Real to Reel сумел достичь 8-го места в чарте альбомов Великобритании UK Albums Chart и продержаться там 22 недели. 9 июля 1985 года альбом был сертифицирован Британской ассоциацией производителей фонограмм (BPI) как золотой за продажи свыше 100 000 копий.

## Список композиций
Слова и музыка всех песен — Marillion.
| №                   | Название               | Длительность |
| ------------------- | ---------------------- | ------------ |
| 1.                  | «Assassing»            | 7:29         |
| 2.                  | «Incubus»              | 8:43         |
| 3.                  | «Cinderella Search»    | 5:45         |
| 4.                  | «Emerald Lies»         | 5:28         |
| 5.                  | «Forgotten Sons»       | 10:36        |
| 6.                  | «Garden Party»         | 6:32         |
| 7.                  | «Market Square Heroes» | 7:32         |
| Общая длительность: | Общая длительность:    | 52:05        |

Оригинальное издание 1984 года на виниловой пластинке (LP)
| №  | Название            | Длительность |
| -- | ------------------- | ------------ |
| 1. | «Assassing»         | 7:18         |
| 2. | «Incubus»           | 8:31         |
| 3. | «Cinderella Search» | 5:24         |

| №                   | Название               | Длительность |
| ------------------- | ---------------------- | ------------ |
| 4.                  | «Forgotten Sons»       | 10:11        |
| 5.                  | «Garden Party»         | 6:30         |
| 6.                  | «Market Square Heroes» | 6:49         |
| Общая длительность: | Общая длительность:    | 46:48        |

## Чарты
| Чарт (1984)                      | Высшая позиция |
| -------------------------------- | -------------- |
| Германия (Offizielle Top 100)    | 38             |
| Швеция (Sverigetopplistan)       | 49             |
| Великобритания (UK Albums Chart) | 8              |

## Сертификации
| Регион                                                      | Сертификация | Продажи  |
| ----------------------------------------------------------- | ------------ | -------- |
| Великобритания (BPI)                                        | Золотой      | 100 000^ |
| ^ Данные о тиражах приведены только на основе сертификации. |              |          |